# Liste von Söhnen und Töchtern der Stadt Brisbane

Wappen der Stadt Brisbane

Dies ist eine Liste bekannter Persönlichkeiten, die in der australischen Stadt Brisbane im Bundesstaat Queensland geboren wurden. Die Liste erhebt keinen Anspruch auf Vollständigkeit.

## 19. Jahrhundert

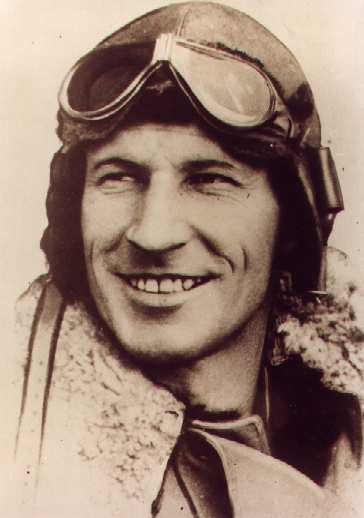
Charles K. Smith
(1897–1935)

- John Frederick Bailey (1866–1938), Botaniker und Gärtner
- Donald Charles Cameron (1879–1960), Politiker
- Francis Gailey (1882–1972), Schwimmer
- Roland Hislop (1884–1948), Mitglied der Legislative Assembly of Queensland
- Charles Miles (1884–1958), Generalleutnant der Australian Army
- Muriel Agnes Heagney (1885–1974), Gewerkschafterin, Autorin und Aktivistin der Frauenbewegung
- Frank Springfield (1887–1958), Schwimmer
- William F. Webb (1887–1972), Jurist und Richter
- Lucy Greenish (1888–1976), Architektin
- Richard Casey, Baron Casey (1890–1976), Politiker
- Cyril Tenison White (1890–1950), Botaniker
- Raymond Dart (1893–1988), Anatom und Paläoanthropologe
- Manuel Hornibrook (1893–1970), Bauunternehmer und Bauingenieur
- Margaret Molesworth (1894–1985), Tennisspielerin
- Arthur Coningham (1895–nach 1948), Offizier der Royal Air Force
- Charles Kingsford Smith (1897–1935), Flugpionier

## 20. Jahrhundert

### 1901–1940

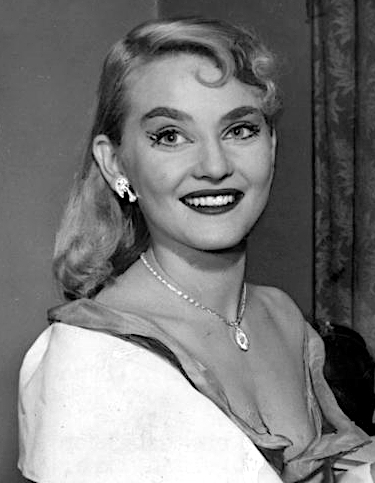
Diane Cilento
(1933–2011)

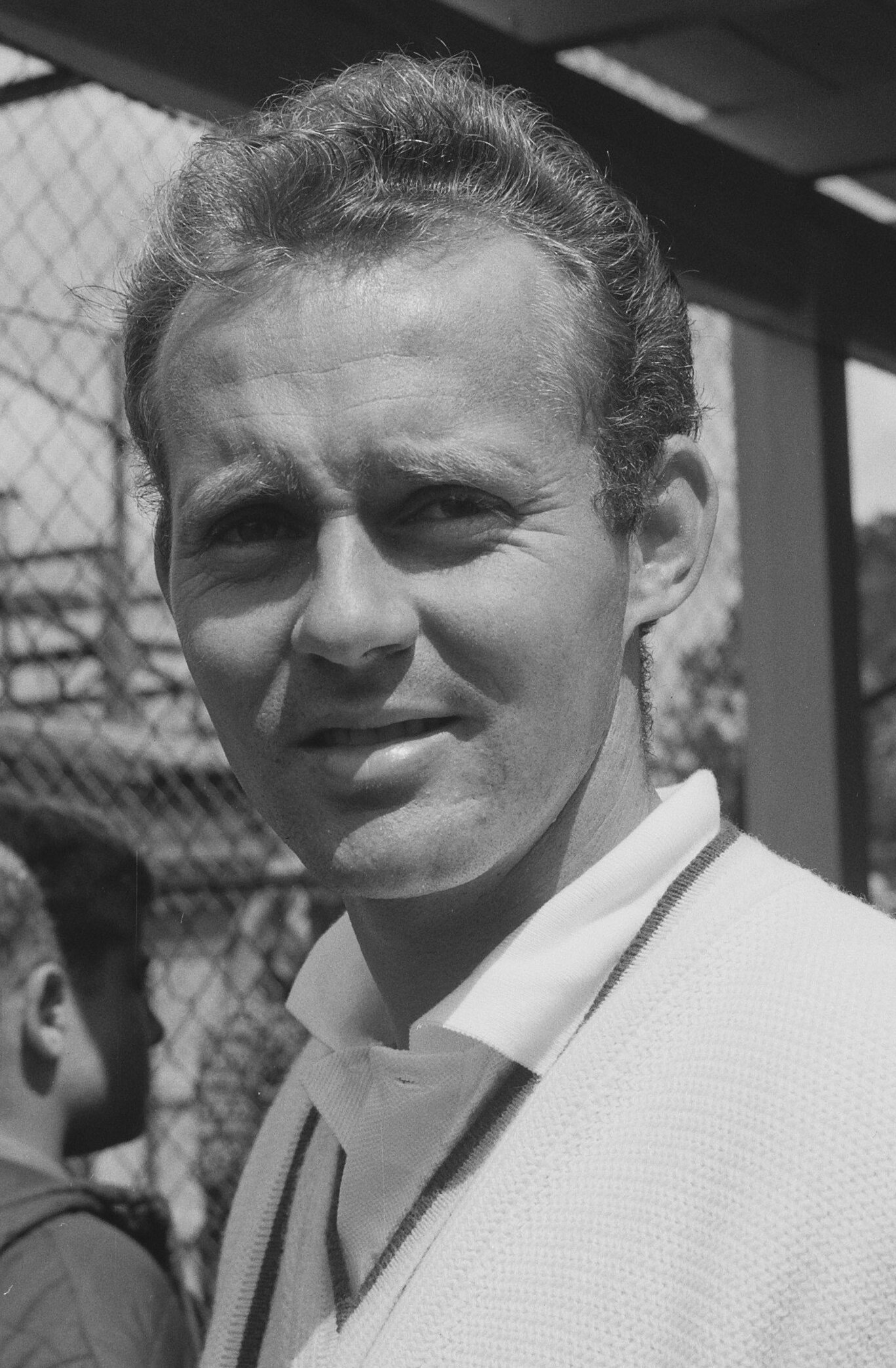
Ken Fletcher
(1940–2006)

- Alan Mansfield (1902–1980), Jurist und Gouverneur von Queensland
- Edward John Doody (1903–1968), Geistlicher und römisch-katholischer Bischof von Armidale
- Brian Penton (1904–1951), Schriftsteller und Journalist
- Emily Hood Westacott (1910–1980), Tennisspielerin
- Reginald Swartz (1911–2006), Politiker, Minister
- Alistair Cameron Crombie (1915–1996), Wissenschaftshistoriker
- Michael Thwaites (1915–2005), Schriftsteller, Dichter und Geheimagent
- Jessica Anderson (1916–2010), Schriftstellerin
- Ian Munro (1919–1994), Ichthyologe
- Albert Neville Thiele (1920–2012), Elektro- und Maschinenbau-Ingenieur
- Thea Astley (1925–2004), Schriftstellerin
- Ken Caves (1926–1974), Radrennfahrer
- Ray Barrett (1927–2009), Schauspieler
- John Joseph Gerry (1927–2017), Geistlicher und römisch-katholischer Weihbischof in Brisbane
- Charles Osborne (1927–2017), Schriftsteller und Musikkritiker
- John Cuneo (1928–2020), Segler
- Peter Porter (1929–2010), britischer Dichter
- Keith Rayner (1929–2025), anglikanischer australischer Bischof
- Lionel Cox (1930–2010), Radrennfahrer
- Ronald Farren-Price (* 1930), Pianist
- Martin Vaughan (1931–2022), Schauspieler
- Diane Cilento (1933–2011), Schauspielerin
- Norma Croker (1934–2019), Leichtathletin
- David Malouf (* 1934), Autor
- Chilla Porter (1936–2020), Hochspringer
- William Robinson (* 1936), Maler und Lithograf
- Barry Creyton (* 1939), Schauspieler und Bühnenautor
- Peter Doherty (* 1940), Mediziner und Immunologe
- Ken Fletcher (1940–2006), Tennisspieler
- Donald Shanks (1940–2011), Opernsänger

### 1941–1950
- Barry Otto (* 1941), Schauspieler
- Fred Quine (* 1941), Hockeyspieler
- Bruce Runnegar (* 1941), Paläontologe

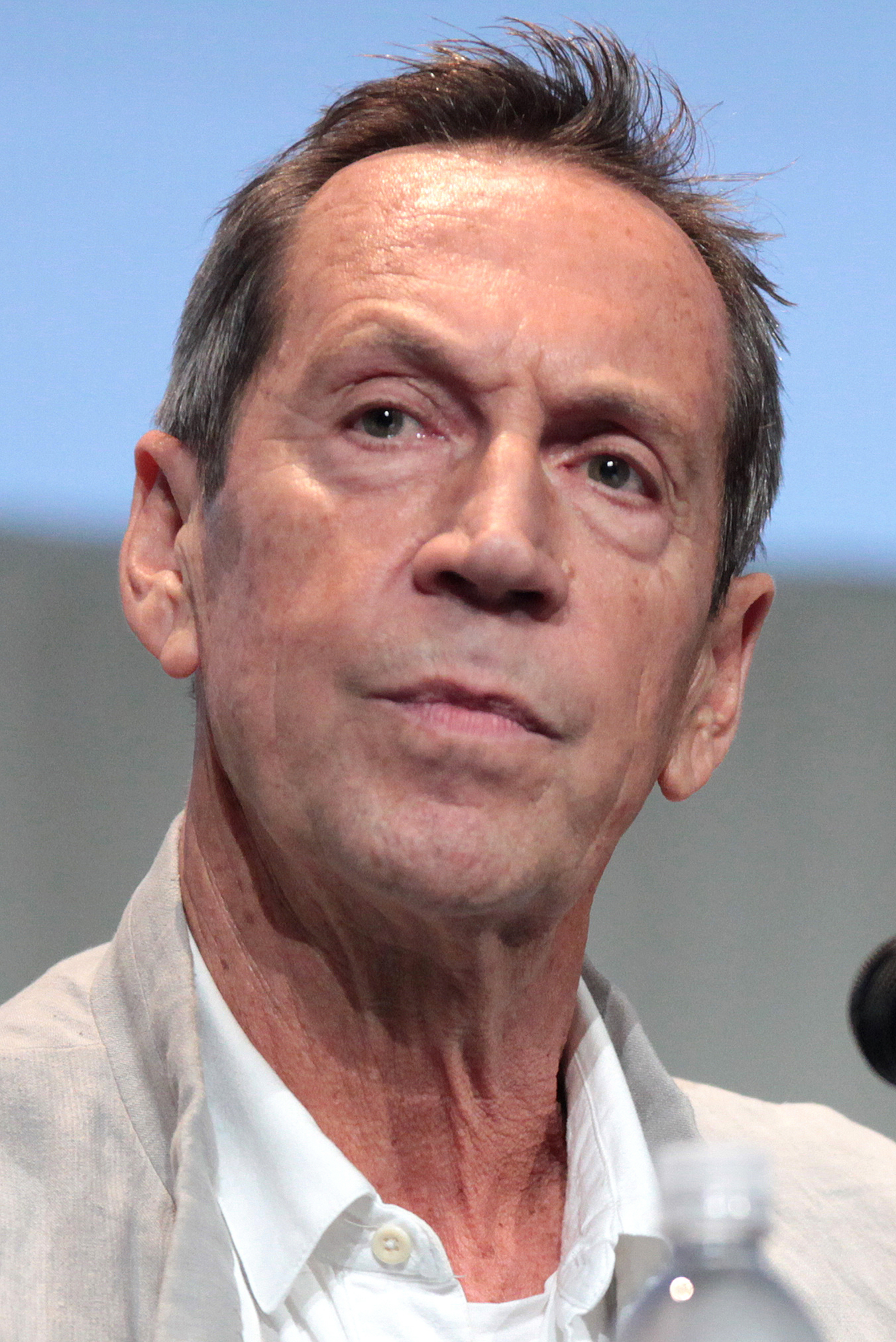
Jonathan Hyde
(* 1948)

- Quentin Bryce (* 1942), Juristin und Politikerin
- Alva Colquhoun (* 1942), Schwimmerin
- John Rigby (1942–2022), Schwimmer
- Paul Everingham (* 1943), Politiker
- William Martin Morris (* 1943), römisch-katholischer Bischof von Toowoomba
- Robyn Ebbern (* 1944), Tennisspielerin
- Karen Krantzcke (1947–1977), Tennisspielerin
- James Foley (* 1948), römisch-katholischer Geistlicher, Bischof von Cairns
- Wayne Hammond (* 1948), Hockeyspieler
- Jonathan Hyde (* 1948), britischer Schauspieler
- Marsha Waggoner (* 1948), Pokerspielerin
- John Hogg (* 1949), Politiker
- Geoff Masters (* 1950), Tennisspieler
- Douglas Young (* 1950), römisch-katholischer Erzbischof von Mount Hagen

### 1951–1960
- Janet Steinbeck (* 1951), Schwimmerin
- Christine Amor (* 1952), Schauspielerin

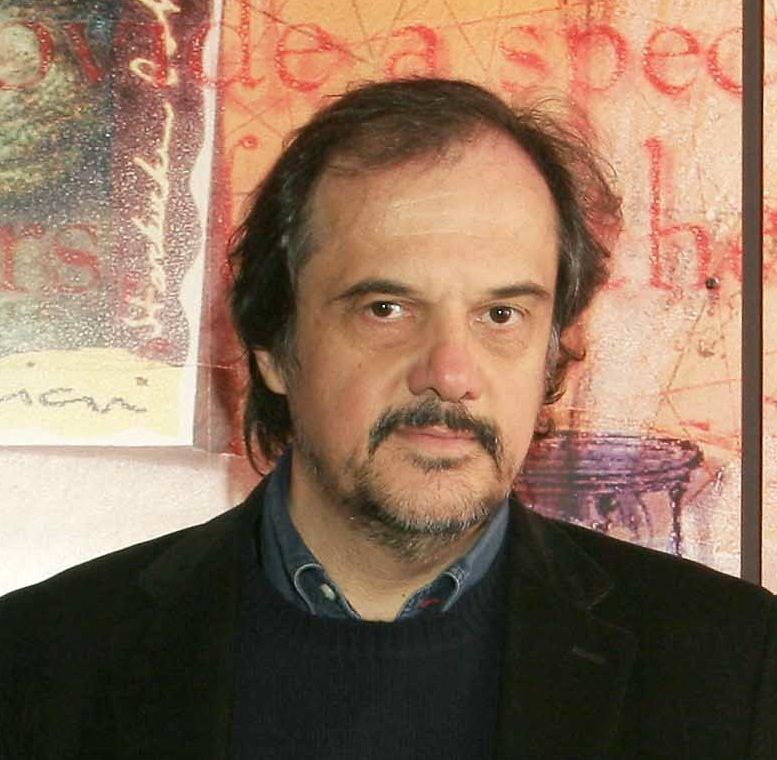
Apostolos Doxiadis
(* 1953)

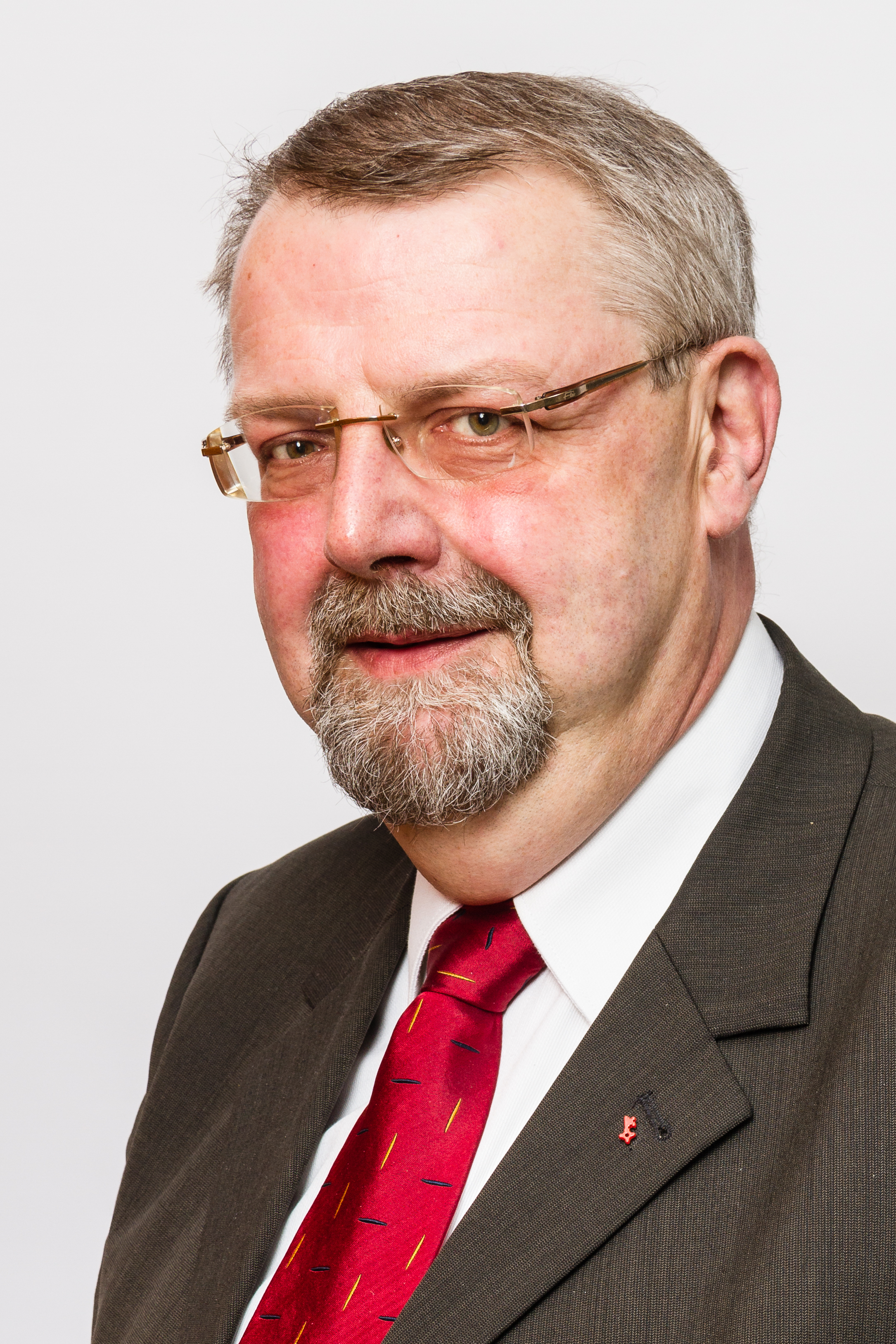
Max Liess
(* 1956)

- Barry Dancer (* 1952), Hockeyspieler und -trainer
- Rod Frawley (* 1952), Tennisspieler
- Wendy Turnbull (* 1952), Tennisspielerin und Gewinnerin von neun Grand-Slam-Turnieren
- Apostolos Doxiadis (* 1953), griechischer Schriftsteller
- Jenny Macklin (* 1953), Politikerin
- Penny Downie (* 1954), Schauspielerin
- Pauline Hanson (* 1954), Politikerin
- Michael Gerard Bauer (* 1955), Schriftsteller
- Kate Carnell (* 1955), Politikerin
- Garry Clively (* 1955), Radrennfahrer
- Adair Ferguson (* 1955), Ruderin
- Philip Freier (* 1955), anglikanischer Erzbischof
- Anne-Louise Lambert (* 1955), Schauspielerin
- Max Liess (* 1956), deutscher Politiker (SPD), MdBB
- Janet Fielding (* 1957), Schauspielerin
- Robert Forster (* 1957), Sänger und Songwriter, Gründungsmitglied der Go-Betweens
- Ross Thorne (* 1957), Squashspieler
- Kenneth Michael Howell (* 1958), römisch-katholischer Geistlicher, Bischof von Toowoomba
- Joyce Lester (* 1958), Softballspielerin[1]
- Geoffrey Smith (* 1958), anglikanischer Erzbischof in Adelaide
- Margaret Wertheim (* 1958), Wissenschaftsjournalistin
- Peter Donnelly (* 1959), britisch-australischer Statistiker und emeritierter Hochschullehrer
- David Green (* 1960), Vielseitigkeitsreiter[2]
- Tracey Moffatt (* 1960), Avantgardekünstlerin, Fotografin und Filmemacherin

### 1961–1970

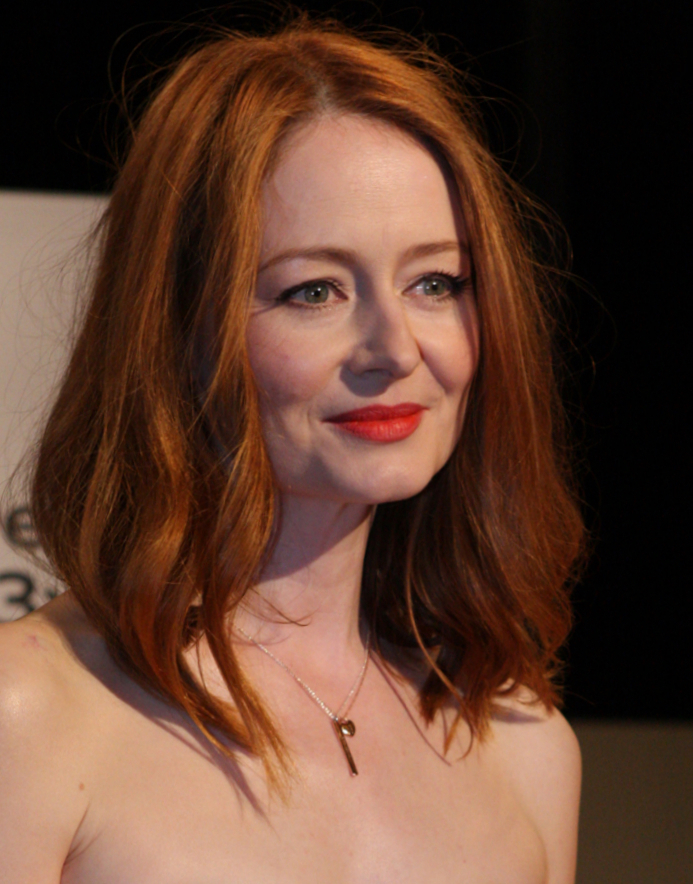
Miranda Otto
(* 1967)

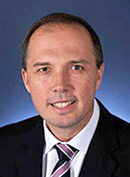
Peter Dutton
(* 1970)

- Brett Dean (* 1961), Komponist, Bratscher und Dirigent
- Michael Hillardt (* 1961), Mittelstreckenläufer
- Lisa Curry (* 1962), Schwimmerin
- Timothy Harris (* 1962), römisch-katholischer Geistlicher, Bischof von Townsville
- P. J. Hogan (* 1962), Filmregisseur und Drehbuchautor
- Ross Watson (* 1962), Maler
- Catherine Jinks (* 1963), Kinder- und Jugendbuchautorin
- Trudy Kerr (* 1963), Jazzsängerin
- Michael Lynagh (* 1963), Rugby-Union-Spieler
- Mark Stockwell (* 1963), Schwimmer
- Ian Healy (* 1964), Cricketspieler
- Trish White (* 1964), Elektroingenieurin, Wirtschaftsmanagerin und Politikerin
- Andrew Blackman (* 1965), Schauspieler
- Mick Doohan (* 1965), Motorradrennfahrer
- Liz Irving (* 1965), Squashspielerin
- Anthony Lucas (* 1965), Regisseur, Animator und Filmproduzent
- Stephen Page (* 1965), Balletttänzer und Choreograph
- Justin Lemberg (* 1966), Schwimmer
- Terry Lovejoy (* 1966), Informatiker und Amateurastronom
- Jonathan Sieben (* 1966), Schwimmer
- Rodney Eyles (* 1967), Squashspieler
- David Knijnenburg (* 1967), Schauspieler
- A. Dirk Moses (* 1967), Historiker
- Russel Norman (* 1967), neuseeländischer Politiker und Umweltschützer
- Miranda Otto (* 1967), Schauspielerin
- Dion Beebe (* 1968), oscarprämierter Kameramann
- Carolyn Crudgington (* 1968), Softballspielerin[3]
- Howard M. Wiseman (* 1968), Physiker
- Bernard Fanning (* 1969), Musiker
- Rina Hill (* 1969), Triathletin[4]
- Peter Dutton (* 1970), Politiker
- John Eales (* 1970), Kapitän der australischen Rugby-Union-Nationalmannschaft
- Gina G (* 1970), Popsängerin
- Tammy Ogston (* 1970), Fußballschiedsrichterin

### 1971–1980

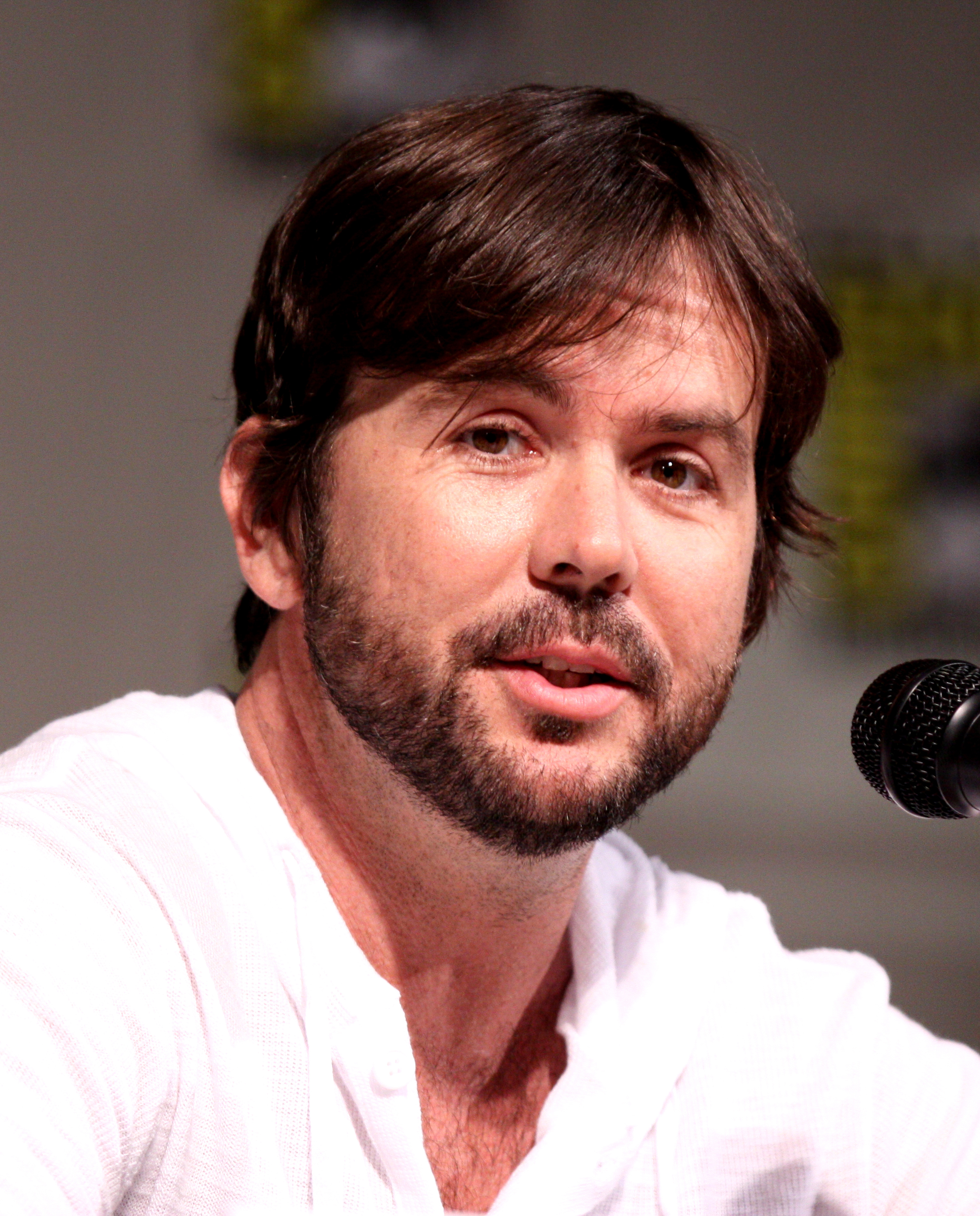
Jason Gann
(* 1971)

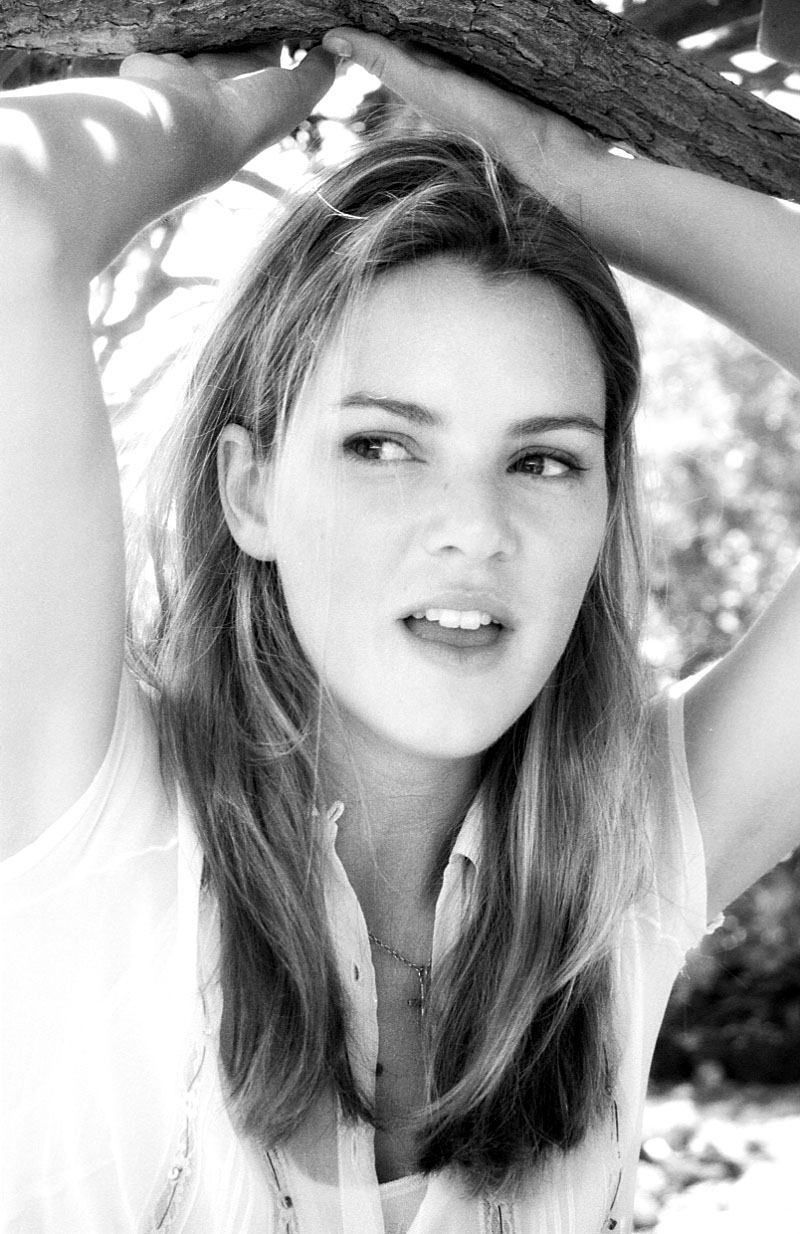
Jacinda Barrett
(* 1972)

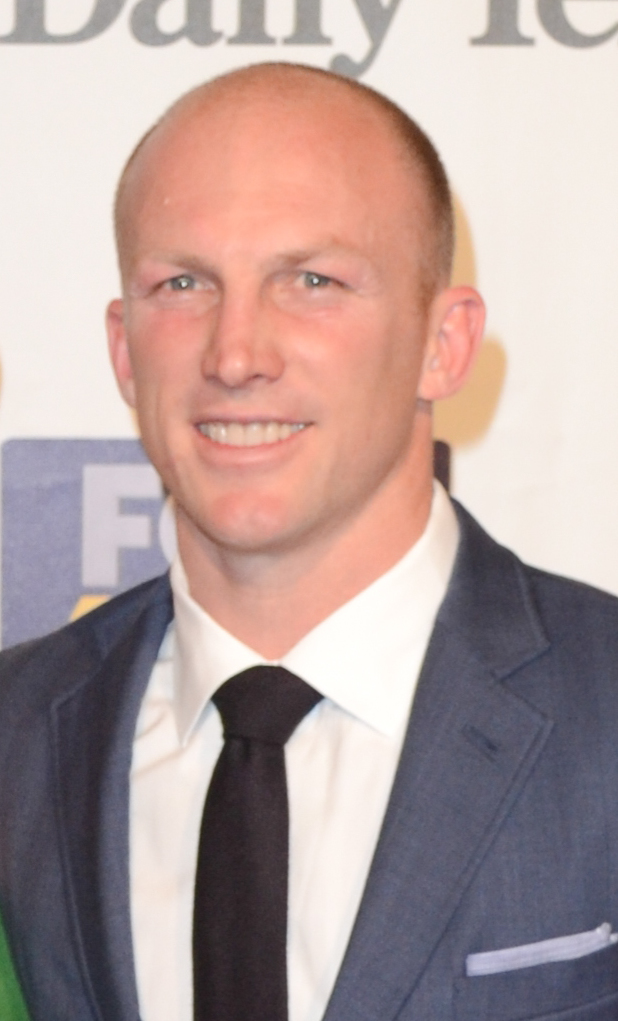
Darren Lockyer
(* 1977)

- Jason Gann (* 1971), Schauspieler, Drehbuchautor und Filmproduzent
- Topi Lehtipuu (* 1971), finnischer Opernsänger (Tenor)
- David Weightman (* 1971), Ruderer[5]
- Jacinda Barrett (* 1972), Schauspielerin
- Robyn Cooper (* 1972), Squashspielerin
- Kerry-Anne Guse (* 1972), Tennisspielerin
- Tanya Harding (* 1972), Softballspielerin[6]
- Darren Hayes (* 1972), Popsänger
- Raelee Hill (* 1972), Schauspielerin[7]
- Adam Lopez (* 1972), Popmusiker, Opernsänger und Gesangslehrer
- Robbie McEwen (* 1972), Radrennfahrer
- Matt Passmore (* 1972), Schauspieler
- Samantha Riley (* 1972), Schwimmerin
- Clint Robinson (* 1972), Kanute[8]
- Joseph Kneipp (* 1973), Squashspieler
- Robbie Peden (* 1973), Boxer
- Kieren Perkins (* 1973), Schwimmer
- Scott Draper (* 1974), Tennisspieler und Golfer
- Hayley Lewis (* 1974), Schwimmerin
- Lee Zahner (* 1974), Beachvolleyballspieler
- Anthony Grdic (* 1975), Fußballspieler
- Loretta Harrop (* 1975), Triathletin
- Dan Jenson (* 1975), Squashspieler
- Terasa Livingstone (* 1975), Schauspielerin, Fernsehmoderatorin und Journalistin
- Natalie Hodgskin (* 1976), Softballspielerin[9]
- Joshua Slack (* 1976), Beachvolleyballspieler
- Marissa Carpadios (* 1977), Softballspielerin[10]
- Ben Hackworth (* 1977), Filmregisseur und Drehbuchautor
- Anthony Hayes (* 1977), Schauspieler[11]
- Darren Lockyer (* 1977), Rugby-League-Spieler
- John Roe (* 1977), Rugby-Union-Spieler
- Chris Coyne (* 1978), Fußballspieler
- Peter Green (* 1978), Fußballschiedsrichter
- Regan Harrison (* 1978), Schwimmer[12]
- Stephen Lee (* 1978), Shorttrack-Läufer
- Ashley Callus (* 1979), Schwimmer
- Nikita Cuffe (* 1979), Wasserballspielerin[13]
- David Dellow (* 1979), Triathlet
- Danny Invincibile (* 1979), Fußballspieler
- Raymond Smith (* 1979), Dartspieler
- Michael Toon (* 1979), Ruderer
- Scott Dixon (* 1980), neuseeländischer Automobilrennfahrer
- Rob Nguyen (* 1980), Automobilrennfahrer

### 1981–1985
- Liam de Young (* 1981), Hockeyspieler[14]
- Carrie Lester (* 1981), Triathletin
- Gordon Mathers (* 1981), Dartspieler
- Kate Miller-Heidke (* 1981), Musikerin

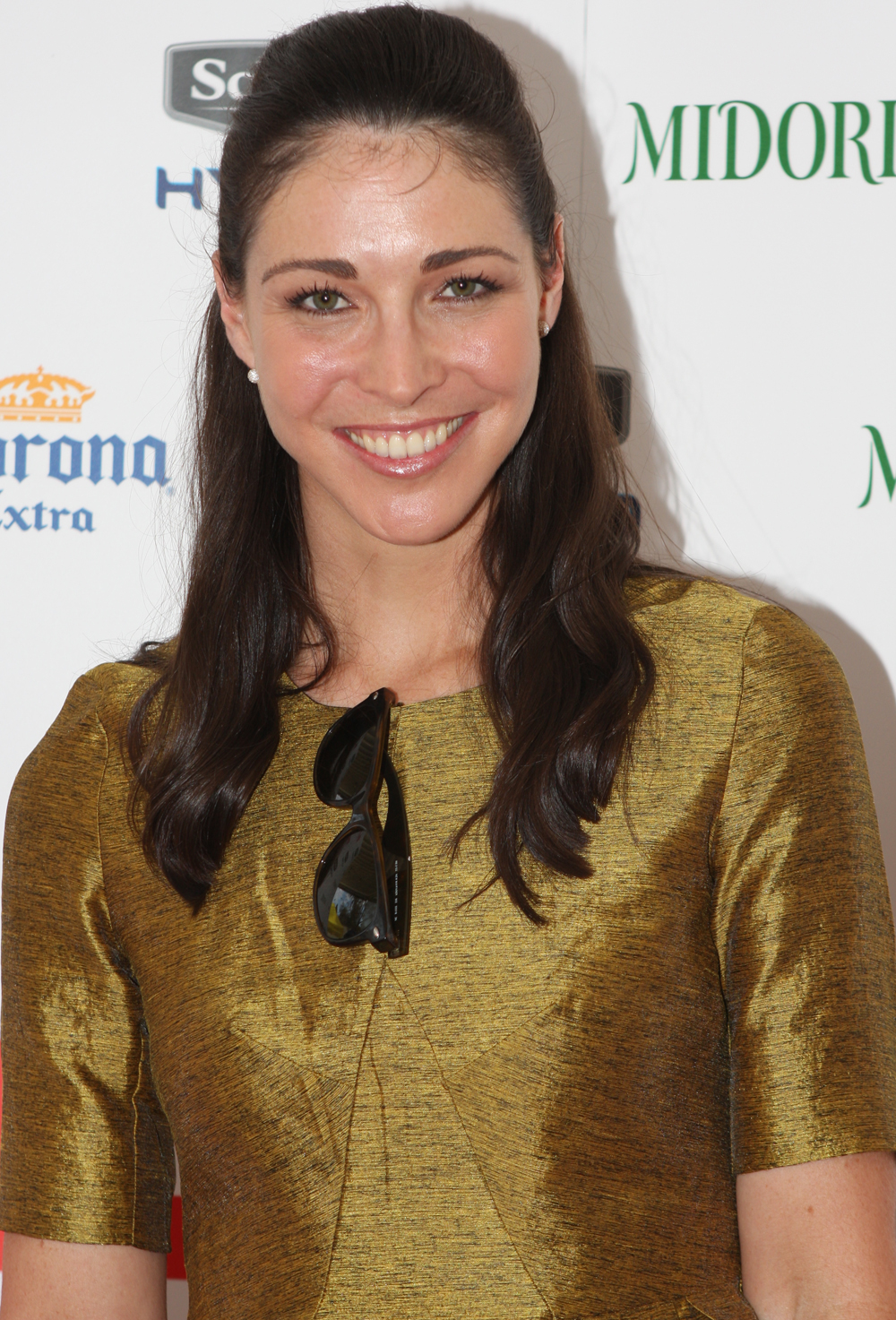
Giaan Rooney
(* 1982)

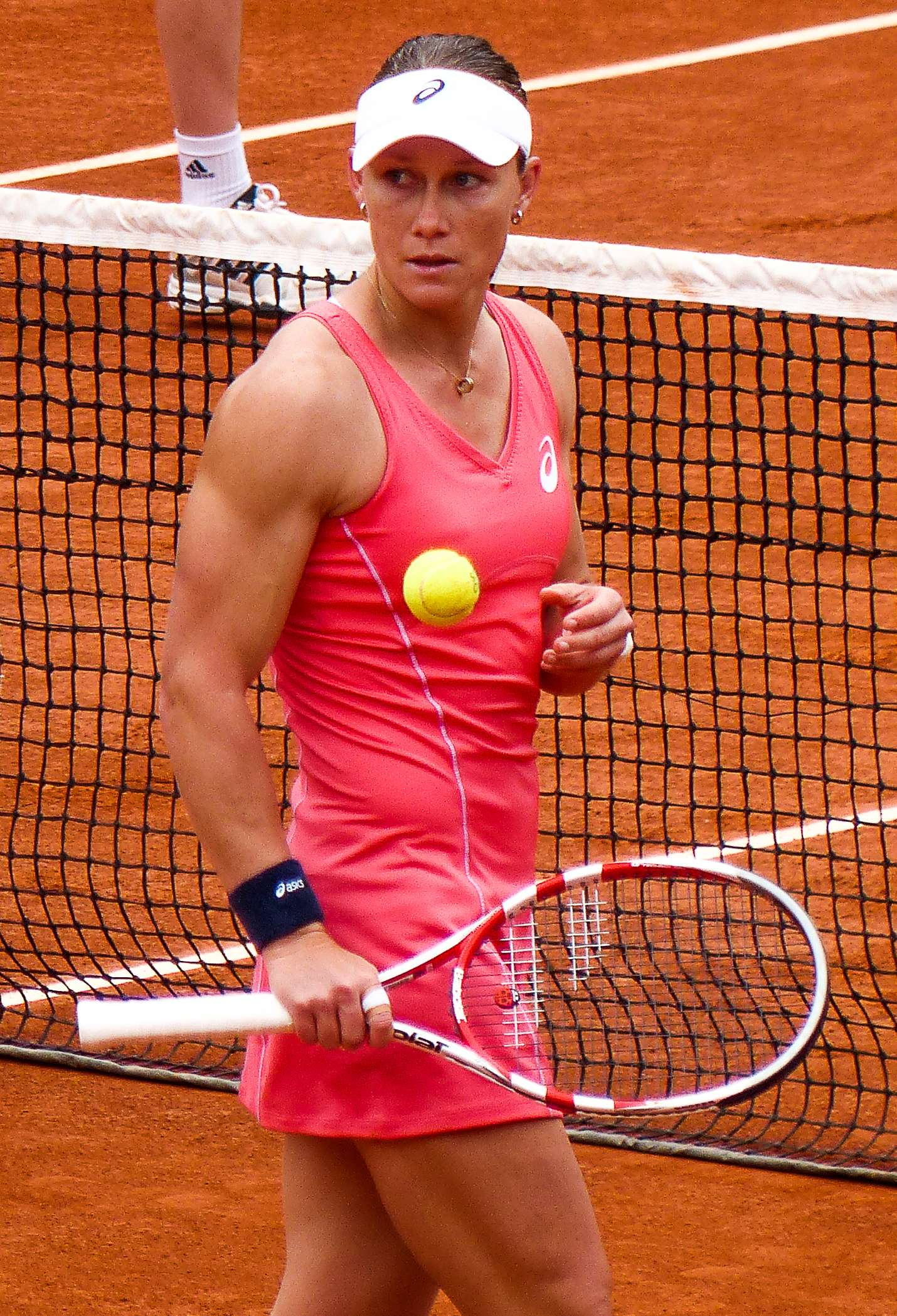
Samantha Stosur
(* 1984)

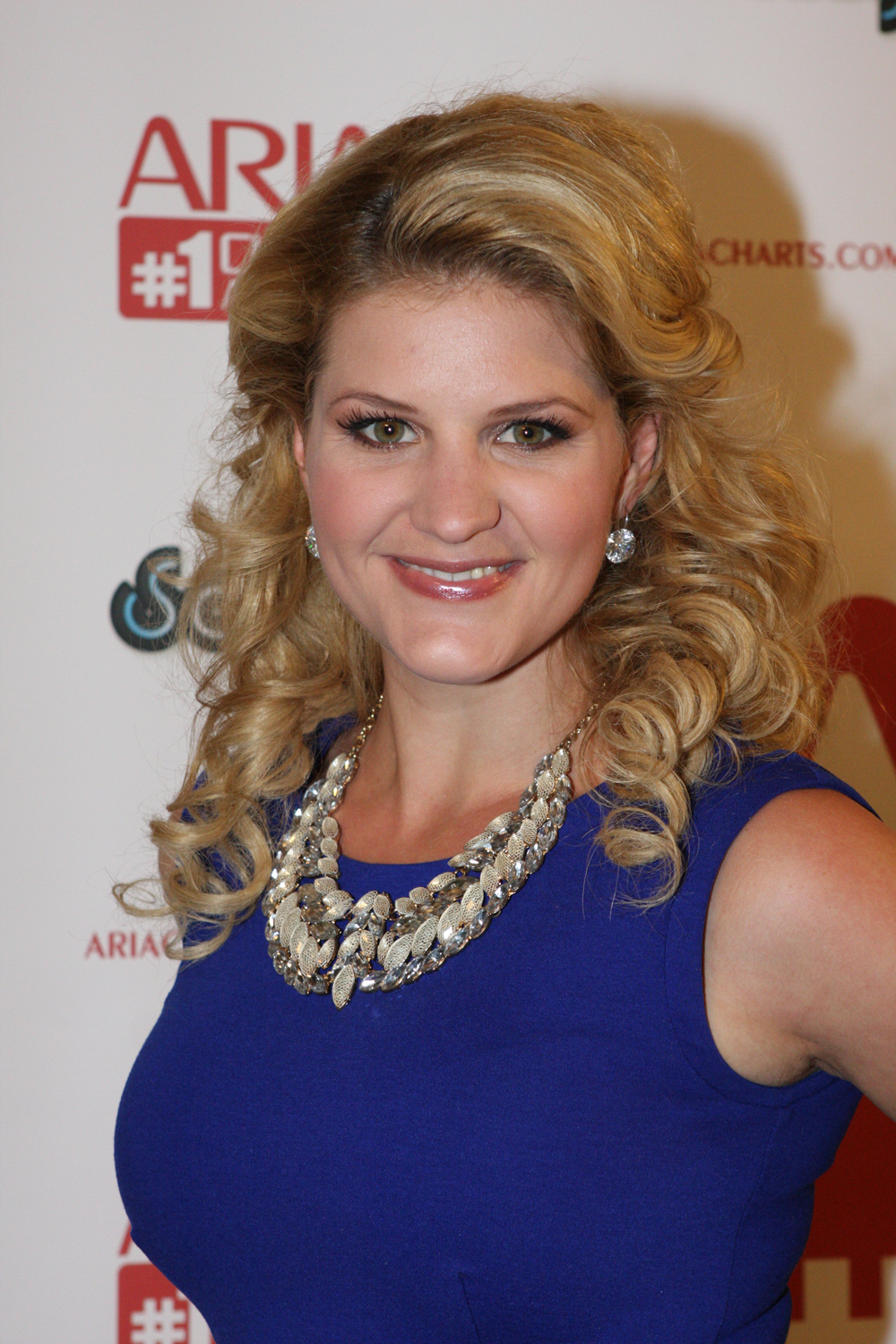
Mirusia
(* 1985)

- Danielle Stewart (* 1981), Softballspielerin[15]
- Emelia Burns (* 1982), Schauspielerin
- Nikki Butterfield (* 1982), Triathletin
- Jonathan Cantwell (1982–2018), Radrennfahrer
- Jade Edmistone (* 1982), Schwimmerin
- Courtney Act (* 1982), Dragqueen
- Kate Gynther (* 1982), Wasserballspielerin[16]
- Jon McKain (* 1982), Fußballspieler
- Wade Robson (* 1982), Choreograf, Regisseur und Produzent
- Giaan Rooney (* 1982), Schwimmerin
- Alyssa Sutherland (* 1982), Schauspielerin und Model
- Chris Vermeulen (* 1982), Motorradrennfahrer
- Suzie Fraser (* 1983), Wasserballspielerin
- Richard Haynes (* 1983), Klarinettist
- Jodie Henry (* 1983), Schwimmerin
- Craig Horner (* 1983), Schauspieler
- Matt McKay (* 1983), Fußballspieler
- Brenton Rickard (* 1983), Schwimmer
- Nathan Coe (* 1984), Fußballspieler
- Lyndsie Fogarty (* 1984), Kanutin
- Emma Leonard (* 1984), Schauspielerin
- Lisa Marie Origliasso (* 1984), Sängerin und Songwriterin (The Veronicas)
- Jessica Louise Origliasso (* 1984), Sängerin und Songwriterin (The Veronicas)
- David Smerdon (* 1984), Schachspieler
- Samantha Stosur (* 1984), Tennisspielerin
- Madonna Blyth (* 1985), Hockeyspielerin
- Janina Kuzma (* 1985), neuseeländische Freestyle-Skierin
- Mirusia (* 1985), australisch-niederländische Opernsängerin (Sopran)
- Alexandra Hirschi (* 1985), Influencerin, Instagram
- Christian Sprenger (* 1985), Schwimmer
- Nicholas Sprenger (* 1985), Schwimmer

### 1986–1990
- Felicity Abram (* 1986), Triathletin

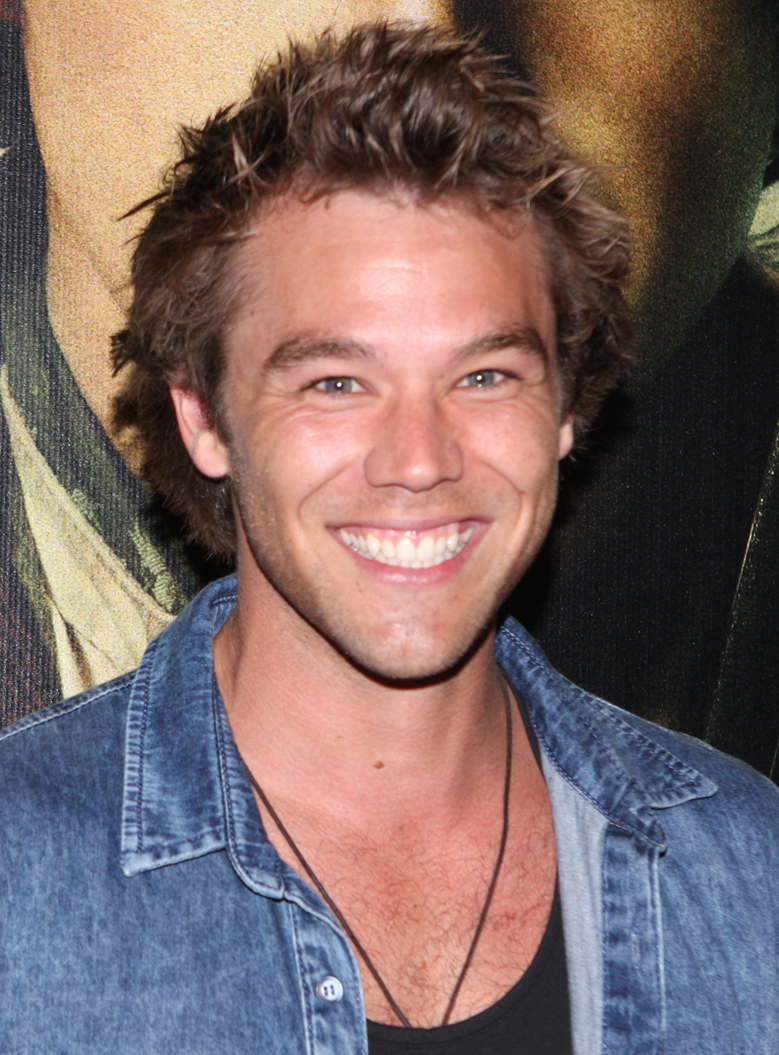
Lincoln Lewis
(* 1987)

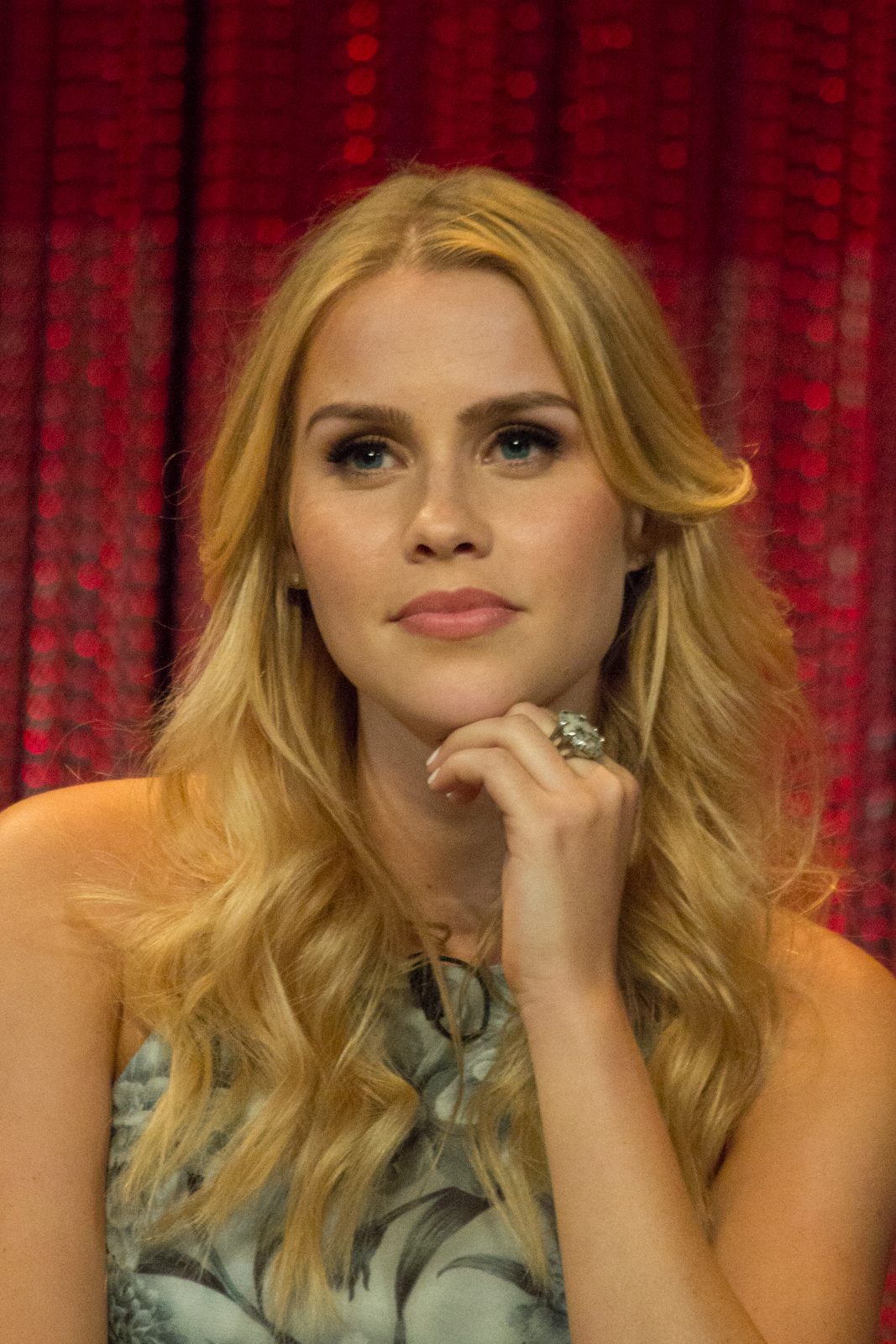
Claire Holt
(* 1988)

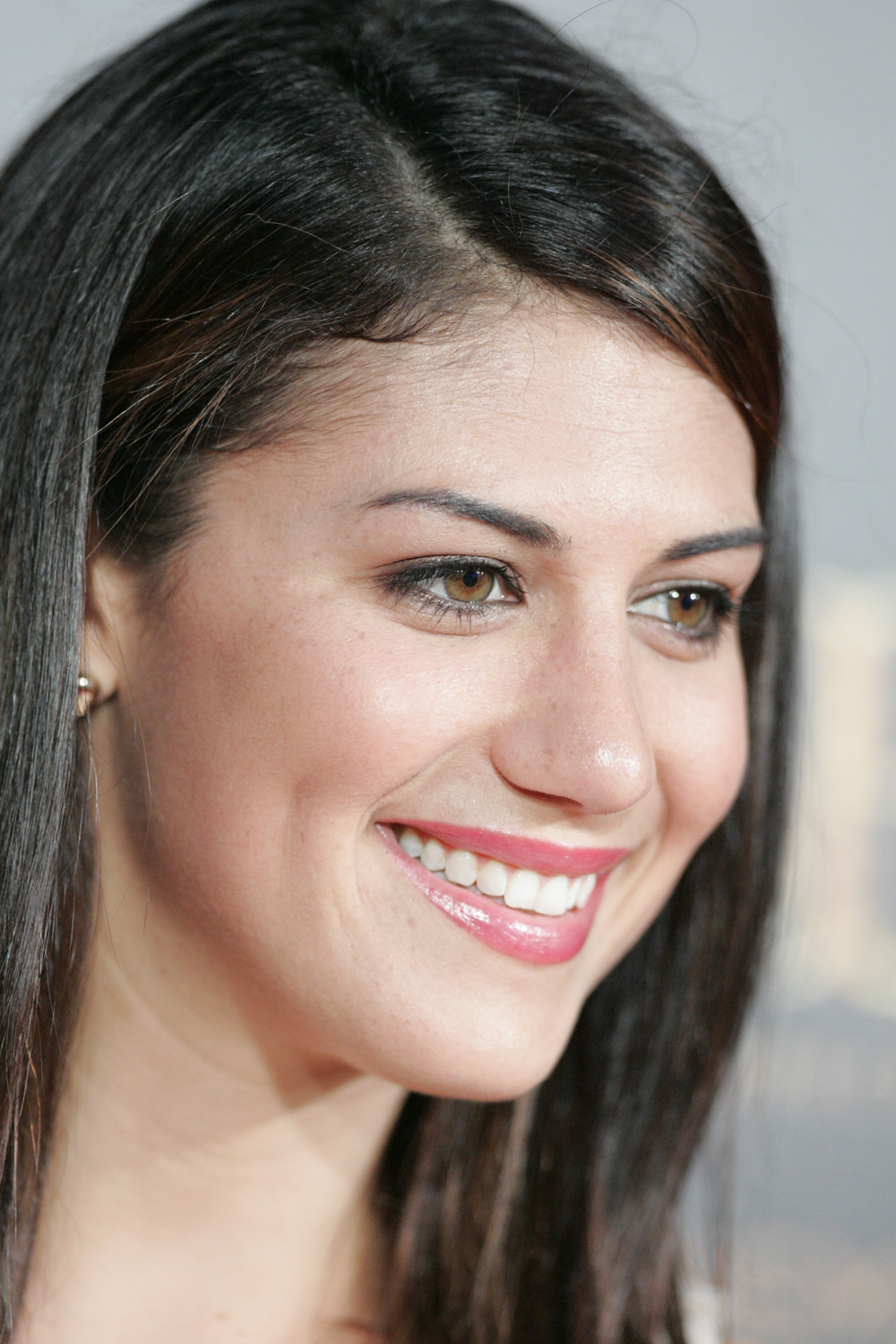
Stephanie Rice
(* 1988)

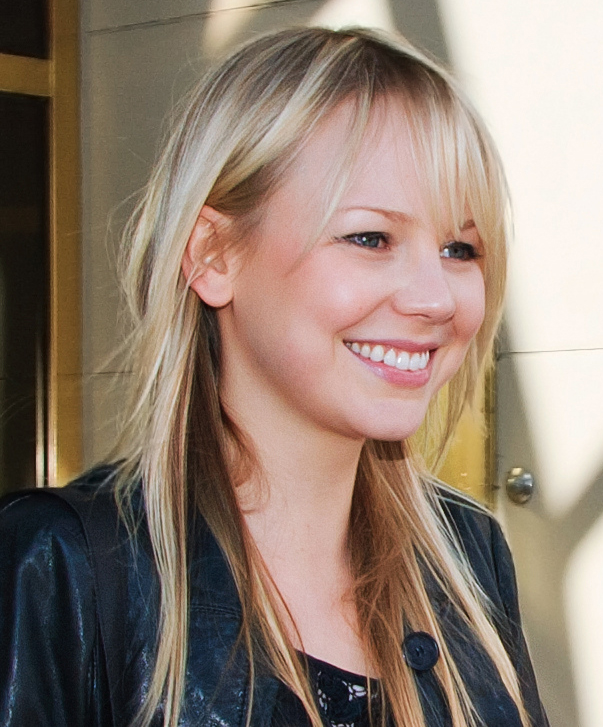
Adelaide Clemens
(* 1989)

- Berrick Barnes (* 1986), Rugby-Union-Spieler
- Bronwen Knox (* 1986), Wasserballspielerin[17]
- Alice Mills (* 1986), Schwimmerin
- Jessicah Schipper (* 1986), Schwimmerin
- Sophie Smith (* 1986), Wasserballspielerin[18]
- Tristan Thomas (* 1986), Leichtathlet
- Eloise Amberger (* 1987), Synchronschwimmerin
- Darius Boyd (* 1987), Rugby-League-Spieler
- Alicia Coutts (* 1987), Schwimmsportlerin
- Chris Grossman (* 1987), Fußballspieler
- Lincoln Lewis (* 1987), Schauspieler
- Kent O’Connor (* 1987), kanadischer Fußballspieler
- Alex Russell (* 1987), Schauspieler
- Elliott Shriane (* 1987), Shorttracker
- Sharleen Stratton (* 1987), Wasserspringerin
- tyDi (* 1987), Trance-DJ
- Suzie Fraser (* 1988), Wasserballspielerin[19]
- Claire Holt (* 1988), Schauspielerin
- Jeff Horn (* 1988), Boxer
- Lucy Kennedy (* 1988), Radrennfahrerin
- Robbie Kruse (* 1988), Fußballspieler
- Taryn Marler (* 1988), Schauspielerin
- Matthew Mitcham (* 1988), Sportler im Kunst- und Turmspringen
- Casey Reibelt (* 1988), Fußballschiedsrichterin
- Stephanie Rice (* 1988), Schwimmerin
- David Williams (* 1988), Fußballspieler
- Michael Zullo (* 1988), Fußballspieler
- Zac Alexander (* 1989), Squashspieler
- Joshua Amberger (* 1989), Duathlet und Triathlet
- Bronte Barratt (* 1989), Freistilschwimmerin
- Dajana Cahill (* 1989), Schauspielerin
- Isaka Cernak (* 1989), Fußballspieler
- Adelaide Clemens (* 1989), Schauspielerin
- Tamika Domrow (* 1989), Synchronschwimmerin
- Nathan Haas (* 1989), Radrennfahrer
- Hayley Magnus (* 1989), Schauspielerin
- John Millman (* 1989), Tennisspieler
- Shannon Parry (* 1989), Rugbyspielerin[20]
- Scott Puodziunas (* 1989), Tennisspieler
- Cameron Bairstow (* 1990), Basketballspieler[21]
- Ashleigh Brewer (* 1990), Schauspielerin
- Jaclyn Narracott (* 1990), Skeletonpilotin
- Kylie Palmer (* 1990), Freistilschwimmerin
- David Rowley (* 1990), australisch-malaysischer Fußballspieler
- Marcus Vanco (* 1990), Schauspieler und Filmproduzent
- Jane Waller (* 1990), Bogenschützin
- Bowen Yang (* 1990), US-amerikanischer Komiker und Schauspieler

### 1991–2000

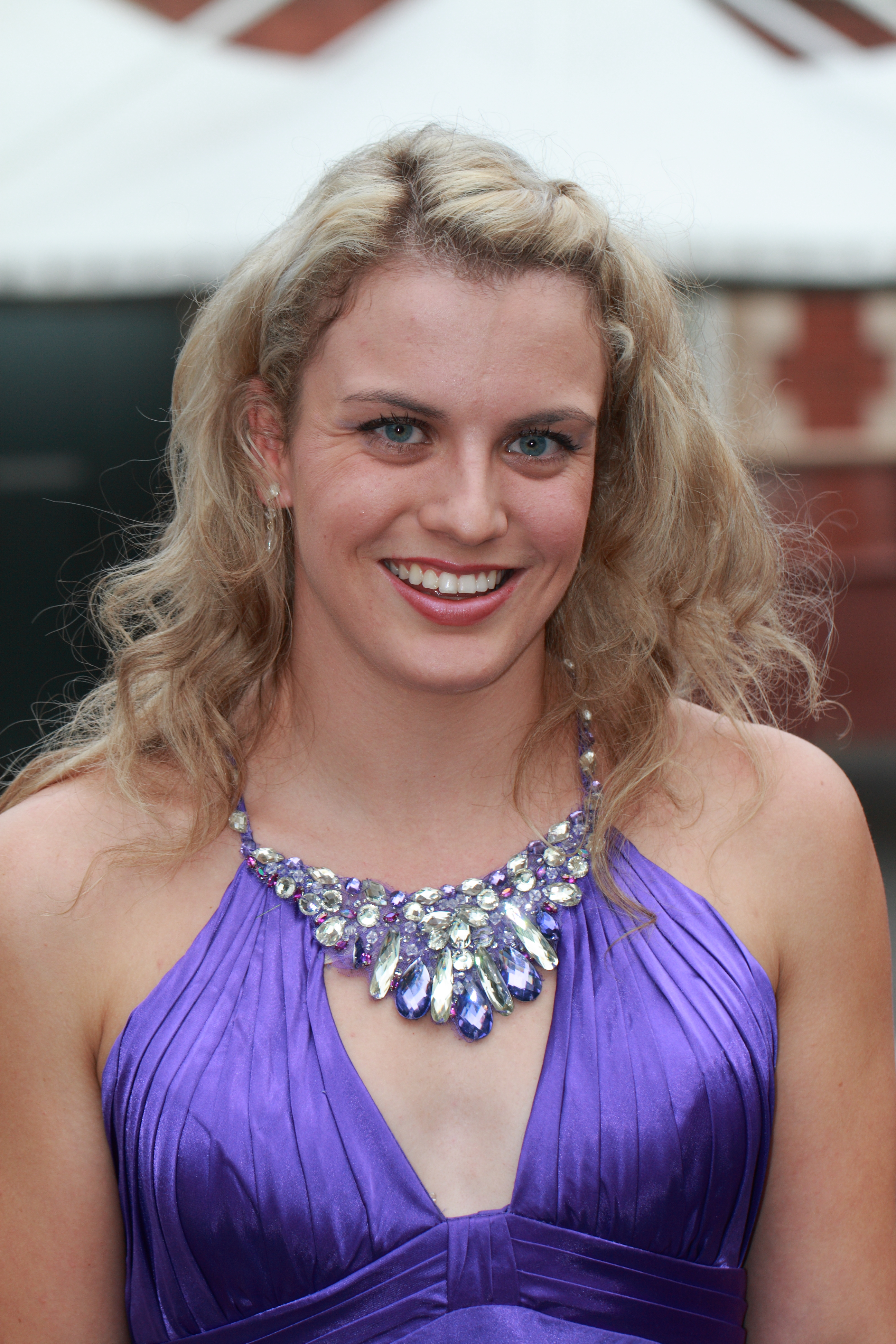
Jacqueline Freney
(* 1992)

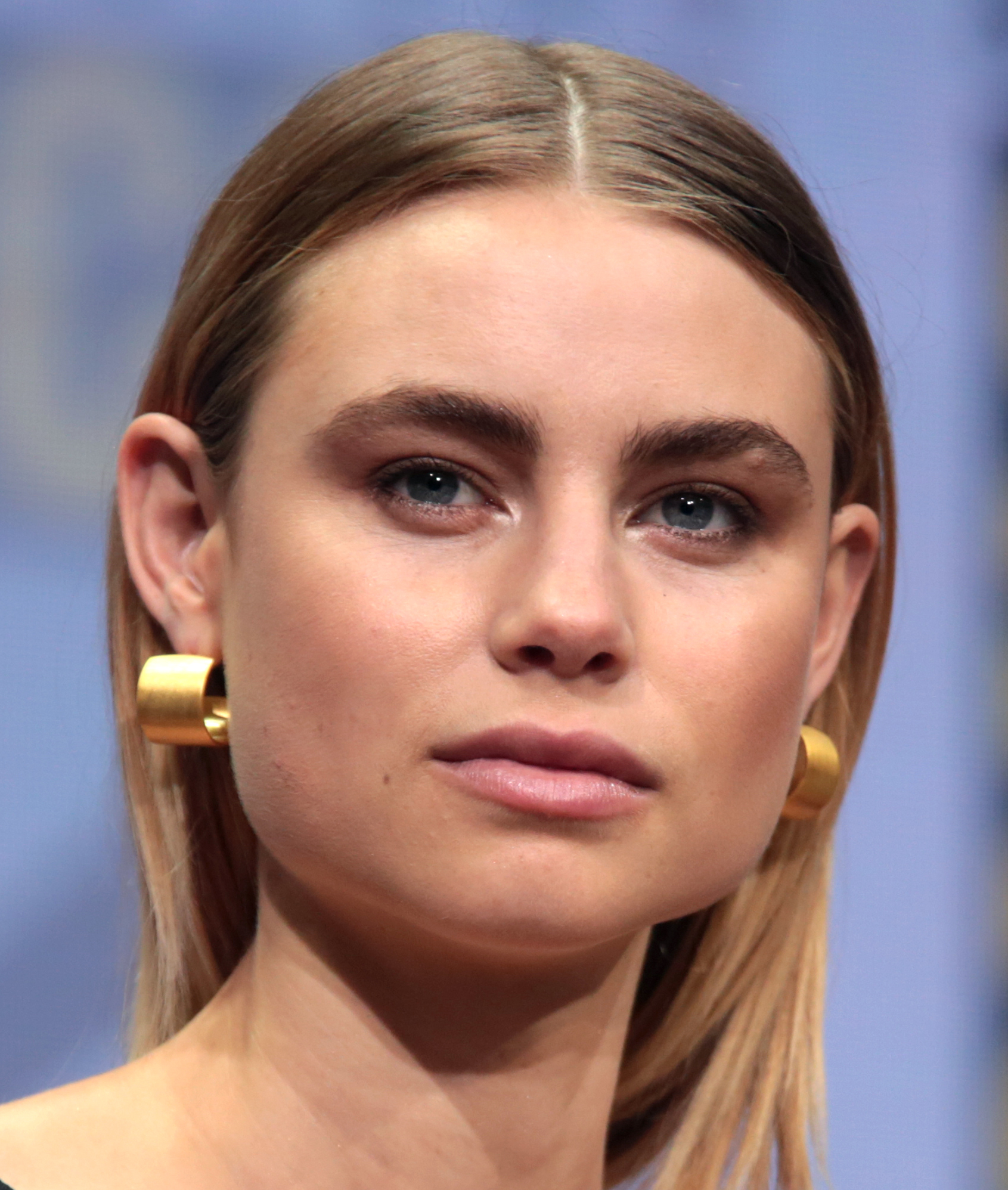
Lucy Fry
(* 1992)

#### 1991
- Steven De Waard (* 1991), Tennisspieler
- Ashleigh Gentle (* 1991), Triathletin
- Taylor Glockner (* 1991 oder 1992), Schauspieler
- Michael Hepburn (* 1991), Radrennfahrer
- Grant Irvine (* 1991), Schwimmer[22]
- Mitchell Mulhern (* 1991), Radsportler
- Ethan Warren (* 1991), Wasserspringer
- Jake Whetton (* 1991), Hockeyspieler

#### 1992
- Philippa Coulthard (* 1992), Schauspielerin
- Nicolas Dunn (* 1992), Schauspieler
- Nick Foster (* 1992), Automobilrennfahrer
- Jacqueline Freney (* 1992), Para-Schwimmerin[23]
- Lucy Fry (* 1992), Schauspielerin
- Isabella Holland (* 1992), Tennisspielerin

#### 1993
- Daniel Beale (* 1993), Hockeyspieler
- Kenny Dougall (* 1993), Fußballspieler
- Jason Kubler (* 1993), Tennisspieler
- Logan Martin (* 1993), BMX-Radfahrer
- Cameron Smith (* 1993), Golfspieler
- Lincoln Williams (* 1993), Volleyballspieler

#### 1994
- Nick Schultz (* 1994), Radrennfahrer
- Brandon Walkin (* 1994), Tennisspieler

#### 1995
- Olia Burtaev (* 1995), Synchronschwimmerin
- Charlotte Caslick (* 1995), Rugbyspielerin[24]
- Thomas Fancutt (* 1995), Tennisspieler
- Alexander Graham (* 1995), Schwimmer
- Madeline Groves (* 1995), Schwimmerin
- Yolane Kukla (* 1995), Schwimmerin
- Deanna Lockett (* 1995), Shorttrackerin
- Jack McLoughlin (* 1995), Schwimmer
- Evania Pelite (* 1995), Rugbyspielerin[25]

#### 1996
- Phoebe Bell (* 1996), Volleyballspielerin
- Luke Willian (* 1996), Duathlet und Triathlet

#### 1997
- Trae Williams (* 1997), Leichtathlet

#### 1998
- Oliver Anderson (* 1998), Tennisspieler
- Jack Cartwright (* 1998), Schwimmer
- Jackson Collins (* 1998), Kanute
- Priscilla Hon (* 1998), Tennisspielerin
- Shayna Jack (* 1998), Schwimmerin
- Gabriella Palm (* 1998), Wasserballspielerin
- Cristina Sheehan (* 1998), Synchronschwimmerin
- Alice Williams (* 1998), Wasserballspielerin

#### 1999
- Sebastian Berwick (* 1999), Radrennfahrer
- Blake Ellis (* 1999), Tennisspieler
- Adam Fogg (* 1999), australisch-britischer Mittelstreckenläufer
- Matt Hulme (* 1999), Tennisspieler
- Gianni Stensness (* 1999), australisch-neuseeländischer Fußballspieler
- Zac Stubblety-Cook (* 1999), Schwimmer

#### 2000
- Abby Andrews (* 2000), Wasserballspieler
- Mark Nicolaidis (* 2000), Volleyball- und Beachvolleyballspieler

## 21. Jahrhundert
- Cassiel Rousseau (* 2001), Wasserspringer
- Liam Walsh (* 2001), Radsportler

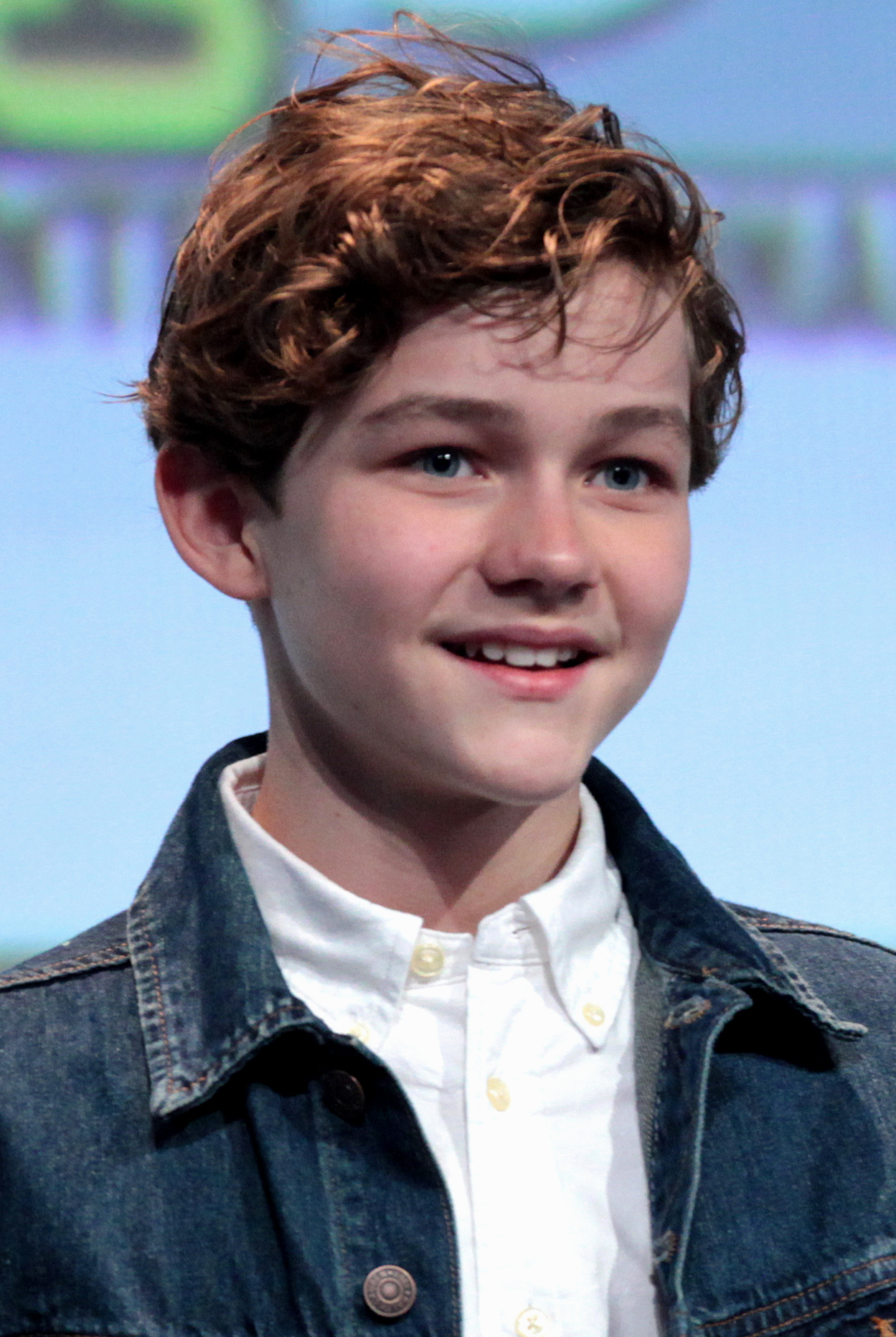
Levi Miller
(* 2002)

- Levi Miller (* 2002), Schauspieler und Model
- Ky Robinson (* 2002), Langstreckenläufer
- Jasmine Fleming (* 2003), Beachvolleyballspielerin
- Hugo Hinckfuss (* 2003), Skilangläufer
- Kai Taylor (* 2003), Schwimmer
- Elizabeth Dekkers (* 2004), Schwimmerin